# Hôpital de la Chaux-de-Fonds
L'Hôpital de La Chaux-de-Fonds est un hôpital situé à La Chaux-de-Fonds.

## Histoire de l’hôpital
L'hôpital de La Chaux-de-Fonds fait partie du réseau hospitalier neuchâtelois,.
En 2017, la vétusté du site hospitalier est mise en lumière et bénéficie d'une rénovation en 2021, notamment le service des urgences,,.

## Services de l'hôpital
Le département de l'imagerie médicale est modernisé en 2021.
Le Centre d'urgences psychiatriques (CUP), est un service du CNP situé sur les sites de RHNe de Neuchâtel et de La Chaux-de-Fonds.

## Risques sanitaires
Dès le début de la crise sanitaire, l'hôpital de La Chaux-de-Fonds,  fait partie des sept unités sur 26 du RHNE qui sont restructurées pour prendre en charge les patients positifs à la Covid.[pertinence contestée]